# Gresham (Nebraska)
Gresham is een plaats (village) in de Amerikaanse staat Nebraska, en valt bestuurlijk gezien onder York County.

## Demografie
Bij de volkstelling in 2000 werd het aantal inwoners vastgesteld op 270. In 2006 is het aantal inwoners door het United States Census Bureau geschat op 261, een daling van 9 (-3,3%).

## Geografie
Volgens het United States Census Bureau beslaat de plaats een oppervlakte van 0,7 km², geheel bestaande uit land. Gresham ligt op ongeveer 493 m boven zeeniveau.

## Plaatsen in de nabije omgeving
De onderstaande figuur toont nabijgelegen plaatsen in een straal van 20 km rond Gresham.